# Heldinnenbrief
De heldinnenbrief is een literair genre. Heldinnenbrieven zijn gedichten waarin een personage een brief schrijft aan zijn, of meestal haar geliefde, om uitdrukking te geven aan een emotie; meestal om de geadresseerde over te halen om de liefdesrelatie voort te zetten.

## Geschiedenis
Heldinnenbrieven is de Nederlandse term voor heroïdes. Het genre ontstond in de literatuur van de klassieke oudheid, en kwam in Europa tot grote bloei in de late middeleeuwen en vooral in de renaissance en de romantiek. Het klassieke voorbeeld zijn de Heroides van Ovidius, een jeugdwerk bestaande uit 21 brieven. De eerste vijftien schreef hij op naam van vrouwen (de beroemdste is die van Penelope aan Odysseus), steeds aan hun geliefde die door oorlog, overspel of uit angst afwezig is. De laatste zes zijn briefparen: drie brieven van vrouwen worden gevolgd door het antwoord van de geliefden.
In de Nederlanden had dit genre vele vormen. Behalve vertalingen en bewerkingen van de Ovidiusteksten werden ook eigen brieven geschreven, soms met een religieuze, soms met een politieke inhoud. De heldinnenbrieven zijn meestal in het Nederlands geschreven (650 brieven) maar ook in het Neolatijn (200 brieven). De belangrijkste auteurs zijn Cornelis van Ghistele, Caspar Barlaeus, Joost van den Vondel, Jan Baptista Wellekens, Betje Wolff, Joannes Nomsz en Willem Bilderdijk.
Het schrijven van heldinnenbrieven werd in het onderwijs veel gebruikt om leerlingen in een beknopt verhaal te leren argumenteren. Het genre leent zich vooral tot emotionele argumentatie.